# Оливейра, Уго
Уго Оливейра (порт. Hugo Oliveira; род. 10 февраля 2002, Фиайнш) — португальский футболист, защитник клуба «Арарат-Армения».

## Клубная карьера
Оливейра — воспитанник клубов «Фиайнш», «Порту», «Падроенсе» и «Авеш». Летом 2020 года на правах свободного агента перешёл в «Оливейренсе». 22 января в матче против «Варзина» Уго дебютировал в португальской Сегунде.
1 июля 2021 года стал игроком клуба «Визела». 6 августа в поединке против лиссабонского «Спортинга» Оливейра дебютировал в португальской Примейре. 11 мая 2024 года в матче против «Эштрелы» он забил дебютный гол за клуб.